# Калібр (годинник)

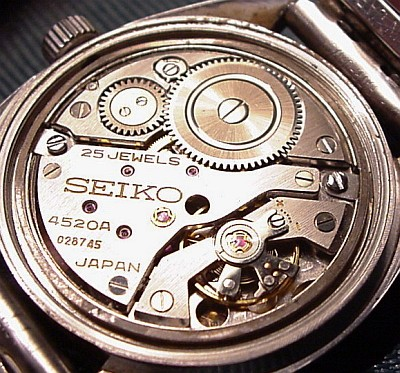
Калібр 4520A виробництва компанії Seiko

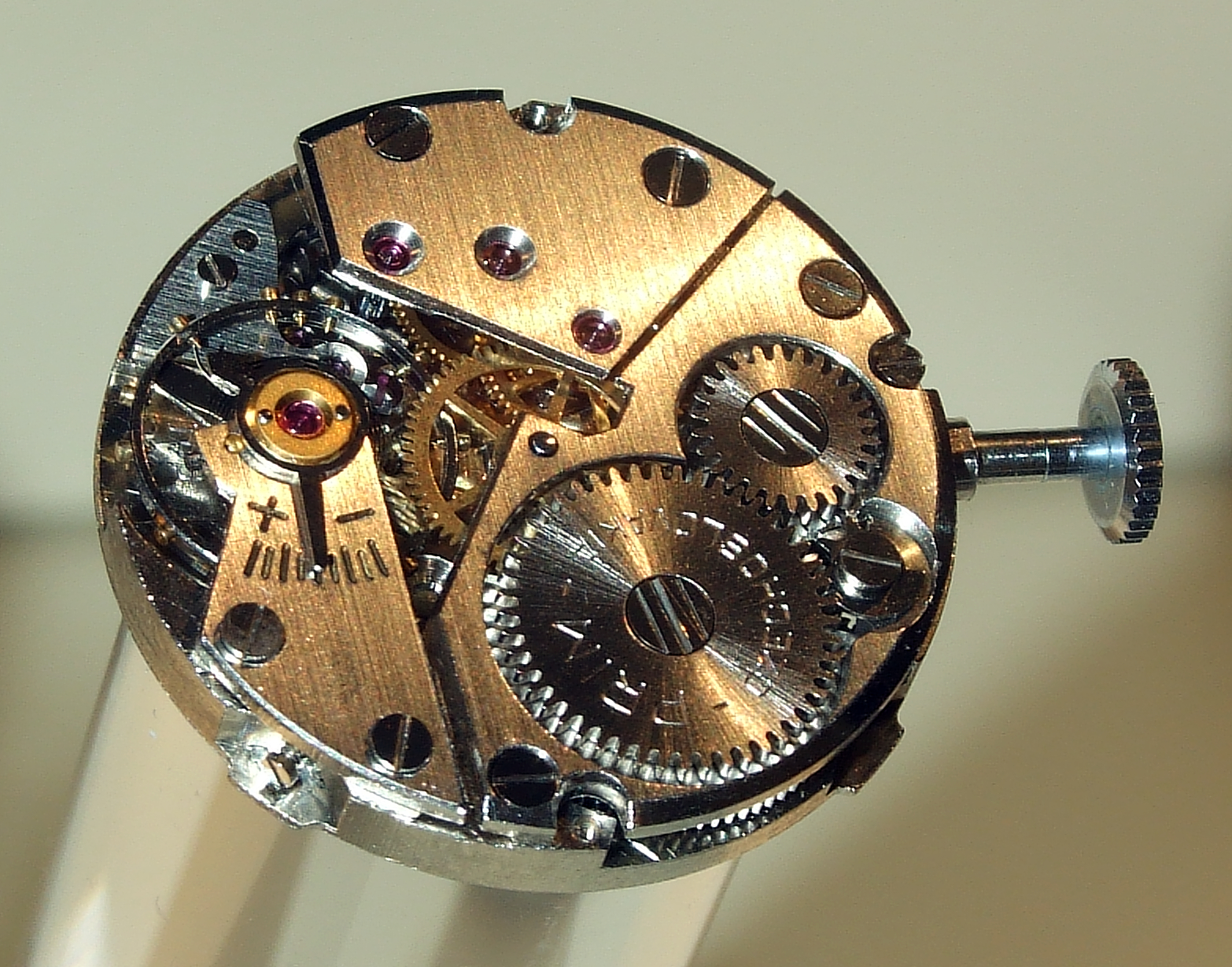
Калібр механічного годинника чеського виробництва

Калібр годинника — типорозмір механізму годинника.
При виробництві наручних годинників спочатку визначав розмір корпусу (калібр) годинника, пізніше, з введенням уніфікації на конструктивні елементи годинників, став визначати базовий механізм годинника без жодної прив'язки до розміру самого механізму та розміру корпусу годинника.
Одним з найбільших виробників годинникових калібрів є компанія Miyota, підрозділ компанії Citizen. Калібри Miyota використовуються багатьма японськими та європейськими годинниковими компаніями.